# St.-Stephanus-Kirche (Swantow)

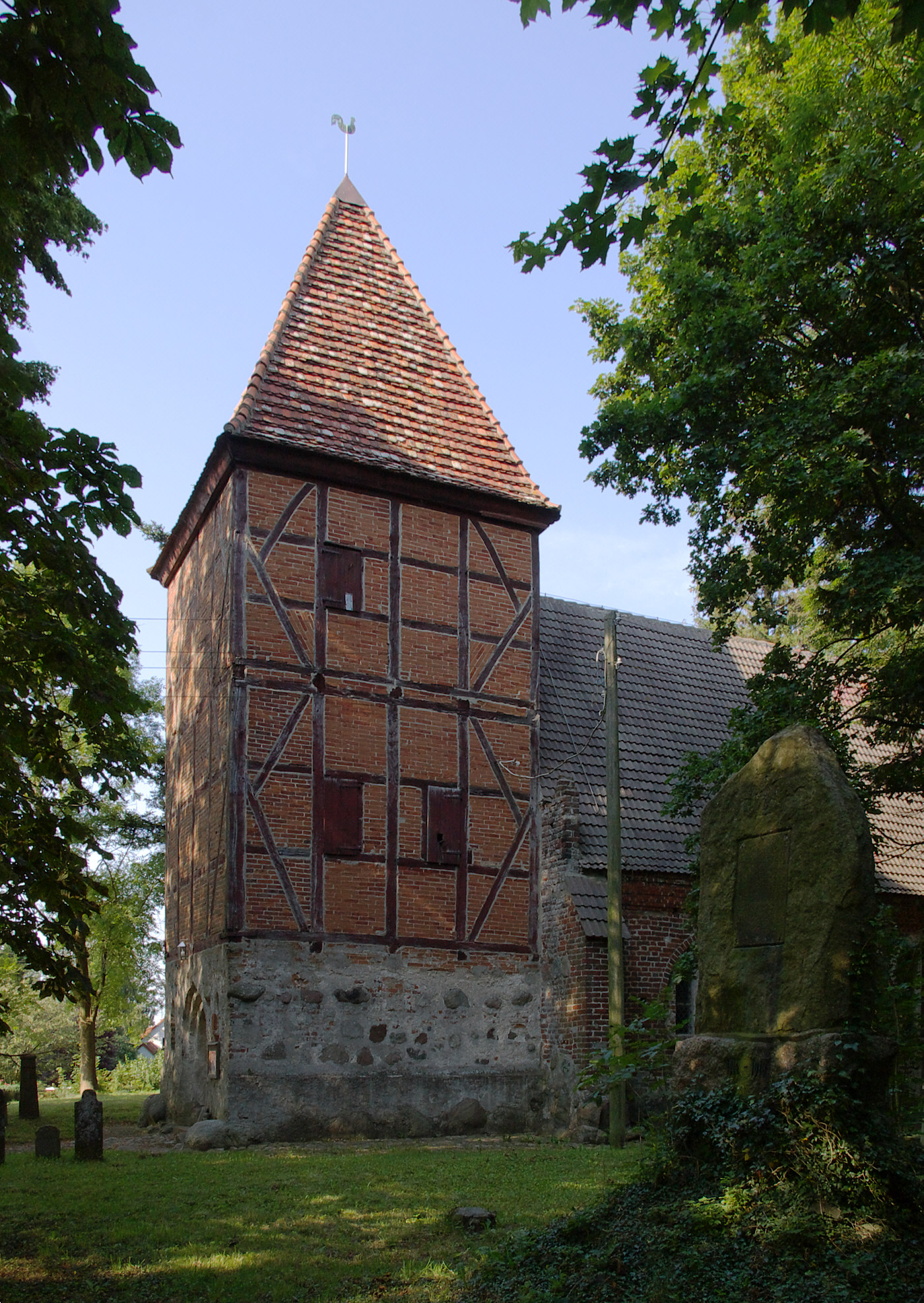
Turm der St.-Stephanus-Kirche in Swantow

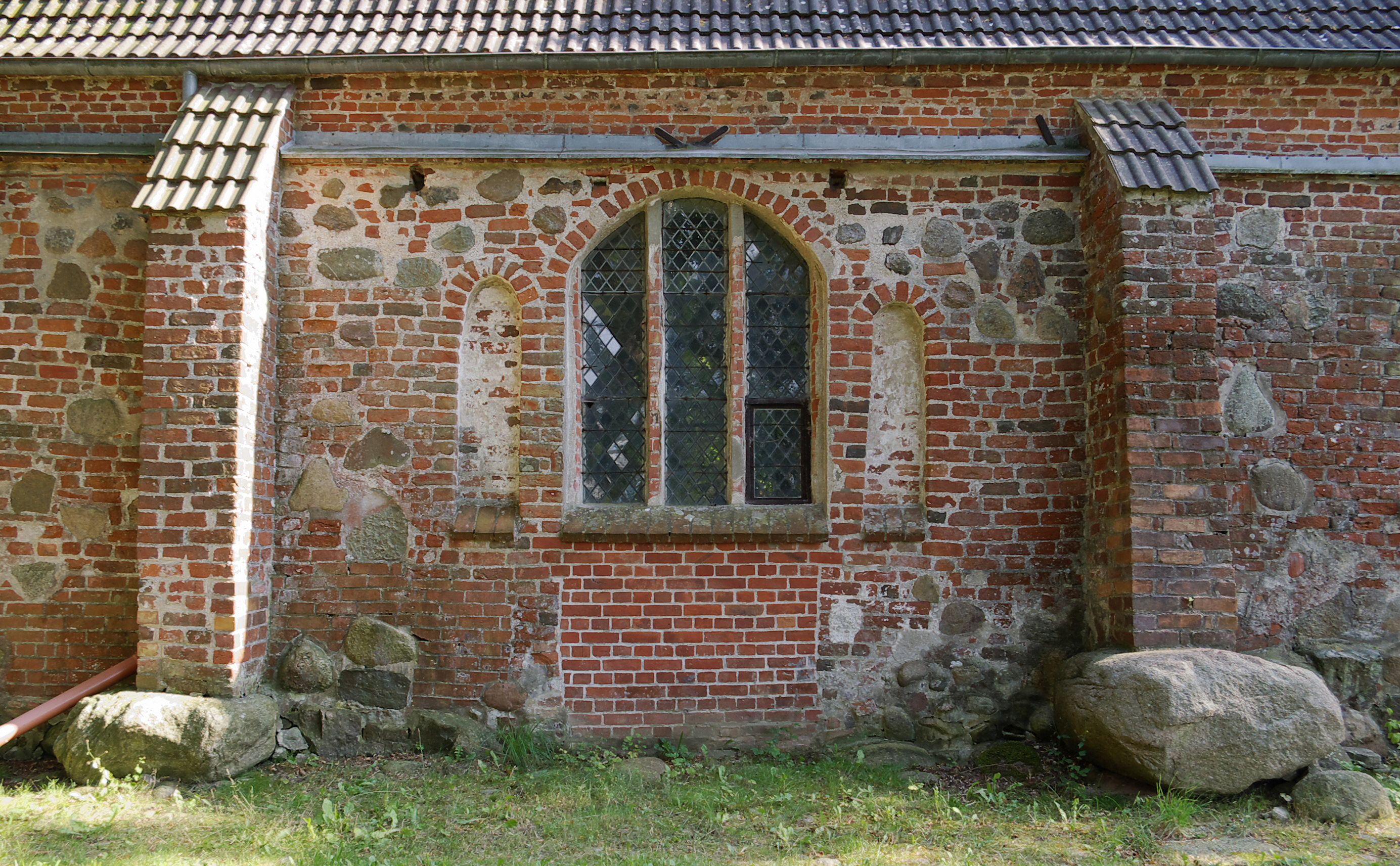
Eine Besonderheit ist die Verwendung von Feldsteinen im ganzen Wandbereich, nicht nur im Fundament

Die St.-Stephanus-Kirche in Swantow auf der Insel Rügen ist eine der zahlreichen Dorfkirchen der Ostseeinsel. Sie gehört heute wie die St. Marienkirche in Poseritz und die Dorfkirche in Gustow zur evangelischen Kirchengemeinde Poseritz. Die Kirchengemeinde gehört zur Propstei Stralsund im Pommerschen Evangelischen Kirchenkreis der Evangelisch-Lutherischen Kirche in Norddeutschland. Vorher gehörte sie zum Kirchenkreis Stralsund der Pommerschen Evangelischen Kirche.

## Geschichte
Der heutige Kirchenbau, aus Backsteinen mit eingefügten Feldsteinen errichtet, wurde im 1456 begonnen. Er steht an einem slawisch Swetagora („Heiliger Berg“) genannten Ort, an dem vermutlich bereits im 12. Jahrhundert eine Kirche errichtet wurde, von der jedoch keine Reste erhalten sind. Zuerst wurde der Chor vollendet, danach das Langhaus mit Kreuzrippengewölbe. Um 1500 wurde schließlich der Westturm vorgesetzt.
Während der französischen Besetzung diente die Kirche 1811 als Getreidelager. 1892 wurde St. Stephanus umfassend renoviert und erhielt Taufe, Orgel und Gestühl.

## Innenausstattung

### Orgel

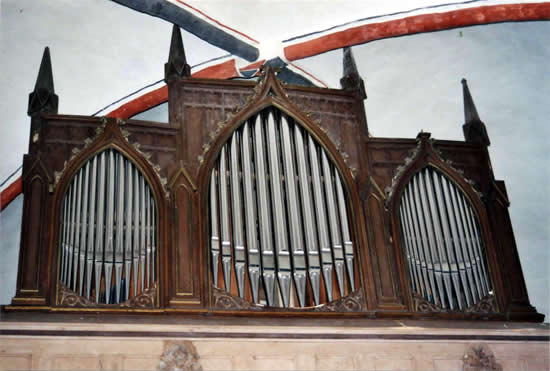
Orgel

Die Orgel wurde 1846 von Friedrich Nerlich für die evangelische Kirche  zu Neuenkirchen auf Rügen erbaut. 1892 wurde sie durch Paul Mehmel nach Swantow umgesetzt. Dabei wurde ein neuer Prospekt gebaut (und vermutlich die Disposition verändert). 
1917 mussten die Prospektpfeifen abgegeben werden. 1927 wurden sie durch neue Zinkpfeifen ersetzt und möglicherweise eine Umdisponierung vorgenommen.
Von 1999 bis 2003 restaurierte sie die Orgelbau- und Restaurierungswerkstatt Rainer Wolter und rekonstruierte die ursprüngliche Disposition. Sie hat sechs Register auf einem Manual mit angehängtem Pedal und mechanische Schleifladen. Die Disposition lautet wie folgt:
| Manual C–       |     |
| Bordun          | 16′ |
| Gedackt         | 8′  |
| Flauto traverso | 8′  |
| Gamba           | 8′  |
| Prinzipal       | 4′  |
| Gedacktflöte    | 4′  |

| Pedal C–  |
| angehängt |